# 도쿠나가 나가마사
도쿠나가 나가마사(일본어: 徳永寿昌, 1549년 ~ 1612년 8월 6일)는 센고쿠 시대부터 에도 시대 전기까지의 무장, 다이묘이다. 미노 다카스 번 초대 번주를 지냈다.
시바타 가쓰이에의 양자 시바타 가쓰토요에게 임관하였다. 시즈가타케 전투이후 하시바 히데요시를 섬겼다. 후에 도요토미 히데쓰구의 가로가 된다.
|  | 제1대 다카스 번 번주 (도쿠나가가) 1600년 ~ 1612년 | 후임 도쿠나가 마사시게 |